# Maria Cetys
Maria Cetys, ps. „Szympans”  (ur. 14 września 1914 w Warszawie, zm. 21 września 1944 tamże) – żołnierz AK, uczestniczka powstania warszawskiego, łączniczka sztabu zgrupowania „Kryska” Armii Krajowej.

## Życiorys
Córka Stanisława i Amelii z d. Ruszczyńskiej. W latach 30. XX wieku pracowała jako urzędniczka skarbowa. Była także instruktorką Przysposobienia Wojskowego Kobiet. 
W powstaniu warszawskim była łączniczką Władysława Abramowicza (ps. "Litwin") – komendanta rejonu 2 Obwodu Śródmieście Okręgu Warszawa Armii Krajowej. 
Ciężko ranna 11 sierpnia na ul. Czerniakowskiej podczas przenoszenia meldunku, poddana następnie amputacji ramienia. 21 września wzięta do niewoli niemieckiej w rejonie ul. Wilanowskiej na Czerniakowie. Wtedy też na pytanie: (niem.) Bist du Banditin? (Czy jesteś jedną z bandytów?) odpowiedziała Jestem żołnierzem Armii Krajowej. Została rozstrzelana na miejscu. Te słowa stały się mottem pracy Adama Borkiewicza Powstanie Warszawskie. Zarys działań natury wojskowej 1944.

## Życie prywatne
Jej bratem był mjr Teodor Cetys – skoczek cichociemny, szef sztabu Okręgów AK Wilno i Nowogródek.

## Upamiętnienie
W 2020 jej imieniem nazwano drogę w dzielnicy Mokotów, biegnącą od ul. Batalionu AK „Bałtyk” do ul. Dywizjonu AK „Jeleń”.